# Candiacervus
Candiacervus és un gènere extint de mamífers artiodàctils de la família dels cèrvids que visqueren a Europa entre el Plistocè superior i principis de l'Holocè. Se n'han trobat restes fòssils a l'illa grega de Creta. És un exemple de nanisme insular. Tanmateix, a diferència d'altres espècies nanes que viuen en illes i que perden massa cerebral davant de la manca de depredadors, Candiacervus perdé poc volum cerebral. Això podria tenir a veure amb una intensificació de la competència intraespecífica. Uns petròglifs descoberts a la cova d'Àsfendos, a l'oest de Creta, han estat interpretats com una prova que Candiacervus encara vivia quan els éssers humans arribaren a l'illa.